# Turcomanos
Este artículo es sobre el pueblo turcomano de Turkmenistán. Para el grupo diferente de pueblos turcos de Irak véase Turcomanos iraquíes. Véase también la página de desambiguación Turcomano para otros usos del término.
Los turcomanos o turkmenos (Türkmen o Түркмен, plural Türkmenler o Түркменлер) son un pueblo túrquico que se encuentra principalmente en los estados de Asia Central: Turkmenistán y Afganistán y en el noreste de Irán. Hablan el turcomano que se clasifica como parte de la rama oghuz occidental de la familia de lenguas túrquicas junto con el turco, azerí, gagauz, salar y el turcomano hablado en Irak.

## Orígenes
Las tribus túrquicas de sistema mitológico dinástico no turco eran denominadas "turcomanos" (por ejemplo, los uigures, los karlukos, kalaches y una serie de otras tribus), sólo más tarde esta palabra ganó un significado de un etnónimo específico. La etimología deriva de Türk más el sufijo sogdiano de similitud -myn, -mano y significa "parecido a un turco", "co-turco". Los expertos modernos están de acuerdo en que el elemento -man/-men actúa como un intensificador y han traducido la palabra como "turco puro" o "más parecido a los turcos que los turcos". Entre los cronistas musulmanes como Ibn Kathir fue atribución de la etimología de la conversión en masa de 200 000 hogares en el año 971, haciendo que a ellos se les llame Turk Iman, que es una combinación de "turco" e "imán" إيمان (fe, creencia), lo que significaría "turcos creyentes", y el término más tarde se desprendería de lo difícil de pronunciar hamza.
Históricamente, todos los turcos oghuz u occidentales han sido llamados turcomanos, sin embargo actualmente están restringidos a dos grupos turcos: los turcomanos de Turkmenistán y partes vecinas de Asia Central y los turcomanos de Irak y Siria, que son similares pero no idénticos grupos étnicos.
Durante el período otomano estos nómadas eran conocidos por el nombre de turkmenos (Türkmen) y Yörük o Yürük (túrquico "Nómada", otras variaciones fonéticas incluyen Iirk, Iyierk, Hiirk, Hirkan, Hircanae, Hyrkan, Hyrcanae, los últimos cuatro conocidos de los anales griegos: de Hircania, hircano). Estos nombres se usaban generalmente para describir su forma de vida nómada, más que su origen étnico. Sin embargo, estos términos a menudo se usaban indiscriminadamente por los extranjeros. Al mismo tiempo, otros varios exoetnónimos se usaban para estos nómadas, como 'Konar-göçer', 'Göçebe', 'Göçer-yörük', 'Göçerler' y 'Göçer-evliler'. El más común de ellos era 'Konar-göçer' - turcos turcomanos nómadas. Todas estas palabras se encuentran en documentos de archivo otomanos y sólo portan el significado de "nómada".
El moderno pueblo turcomano desciende, al menos en parte, de los turcos oghuz de Transoxiana, la porción occidental del Turquestán, una región que ampliamente se corresponde con gran parte de Asia Central que llega por el Este hasta Xinjiang. Las tribus oghuz se han movido hacia el oeste desde las montañas Altái en el siglo VII a través de las estepas siberianas y se asentaron en esta región, y también penetraron por el oeste hasta la cuenca del Volga y los Balcanes. Estos primeros turcomanos se cree que se mezclaron con pueblos indígenas sogdianos y vivieron como pastores nómadas hasta la conquista rusa.

## Historia
Signos de asentamientos avanzados se han encontrado por todo Turkmenistán, incluyendo el asentamiento de Yeitun donde construcciones neolíticas han sido excavadas y datan del VII milenio a. C. Para el año 2000 a. C., varios antiguos pueblos iranios comenzaron a asentarse por toda la región como indican los hallazgos en el complejo arqueológico bactria-margiana. Notables tribus tempranas incluían los nómadas masagetas y los escitas. El Imperio aqueménida se anexionó la región en el siglo IV a. C. y luego perdió el control de la región después de la invasión de Alejandro Magno, cuya influencia helenística tuvo un impacto sobre la región y algunos restos han sobrevivido en la forma de una ciudad planificada que fue descubierta después de excavaciones en Antioquía (Merv). Los parni invadieron la región cuando se estableció el Imperio Parto hasta que él, también, se fraccionó como resultado de invasiones tribales provenientes del norte. Heftalitas, hunos y göktürks marcharon en un largo desfile de invasiones. Finalmente, el Imperio sasánida con base en Persia gobernó el área antes de que los árabes musulmanes llegaran durante el califato omeya en el año 716. La mayoría de los habitantes se convirtieron al islam conforme la región ganó en prominencia. Luego vinieron los turcos oghuz, que impartieron su idioma sobre la población local. Una tribu oghuz, los selyúcidas, establecieron una cultura turco-irania que culminó en el Imperio Jorezmita del siglo XII. Las hordas mongolas lideradas por Gengis Kan conquistaron la región entre 1219 y 1221 y devastaron gran parte de las ciudades lo que llevó a un rápido declive del resto de la población urbana irania.
Los turcomanos ampliamente sobrevivieron al periodo mongol debido a su estilo de vida seminómada y se convirtieron en comerciantes a lo largo del Caspio, lo que llevó a contactos con Europa Oriental. Después del ocaso de los mongoles, Tamerlán conquistó la región y su Imperio timúrida gobernaría, hasta que a su vez se fraccionó, conforme los safávidas, uzbekos y el Kanato de Jiva todos lucharon por la región. El Imperio ruso en expansión advirtió la industria extensiva del algodón, durante el reinado de Pedro el Grande e invadió la zona. Después de la decisiva batalla de Geok Tepe de enero de 1881, Turkmenistán se convirtió en parte del Imperio ruso. Después de la Revolución rusa, el control soviético se estableció en 1921 y Turkmenistán se vio transformada de una región islámica medieval a una república ampliamente secularizada. En 1991, con la caída de la Unión Soviética, Turkmenistán consiguió la independencia también, pero siguió dominada por un sistema de gobierno de partido único guiado por un régimen autoritario del Presidente Saparmyrat Nyýazow hasta su muerte en diciembre de 2006.

## Idioma
Turcomano (Türkmen, Түркмен) es el nombre del idioma de la nación titular de Turkmenistán. Lo hablan más de 3 600 000 personas en Turkmenistán, y aproximadamente 3 000 000 de personas en otros países, incluyendo Irán, Afganistán y Rusia. Hasta el 50 % de los hablantes nativos de Turkmenistán conocen también bien el ruso, un legado del Imperio ruso y la Unión Soviética.
El turcomano no es una lengua literaria en Irán y Afganistán, donde muchos turcomanos tienden al bilingüismo, usualmente conversando en los dialectos locales del persa. Variaciones de la escritura arábigo-persa son, sin embargo, usadas en Irán.

## Evidencia genética

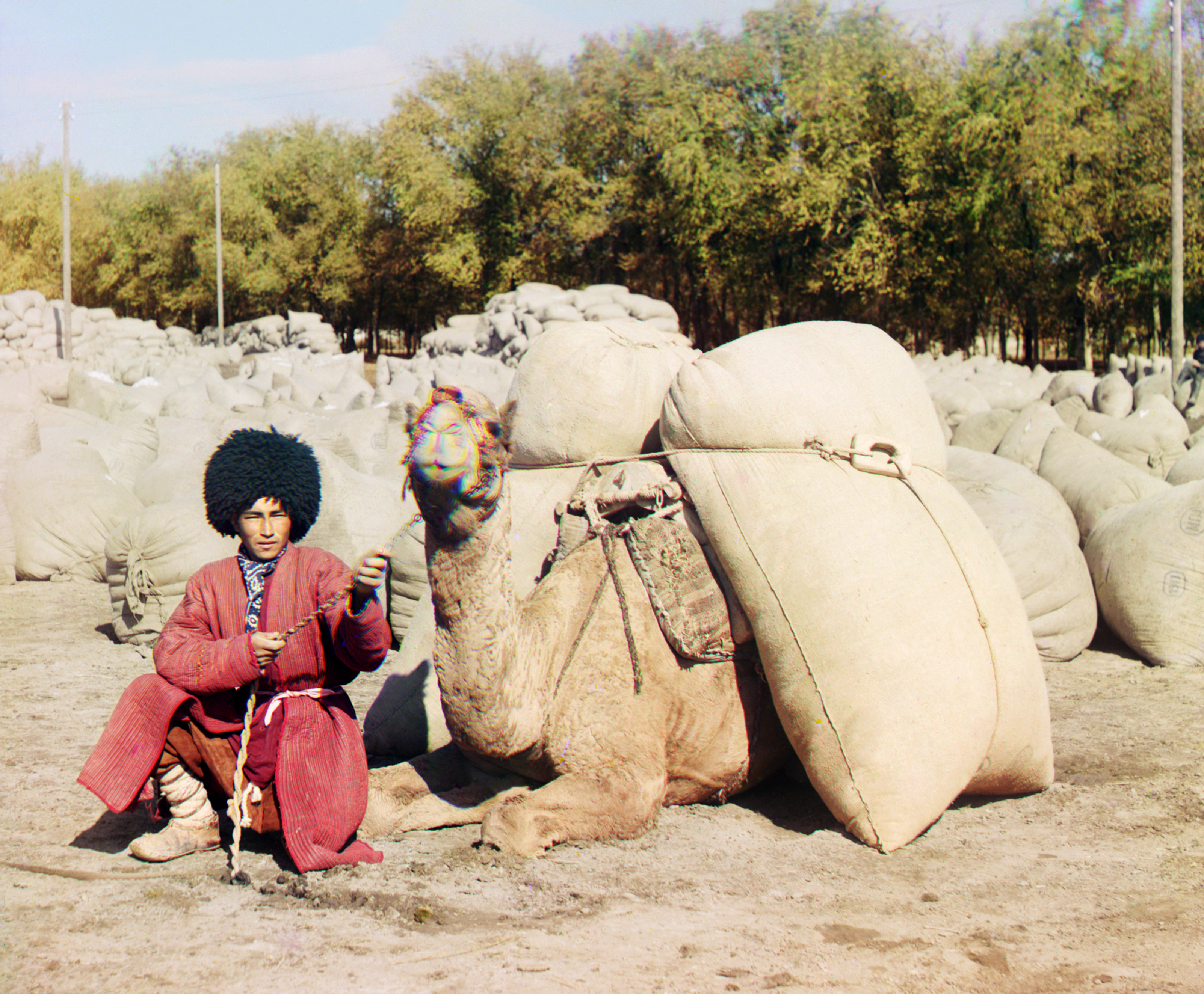
Un turcomano de Asia Central en ropajes tradicionales, alrededor de 1905-1915.

Estudios genéticos del ADN mitocondrial (mtDNA) confirma que los turcomanos estaban caracterizados por la presencia de linajes de mtDNA europeos, similares a las poblaciones iranias orientales, pero un fuerte componente genético mongoloide septentrional se observa en turcomanos e iranios con la frecuencia de alrededor de un 20 %. La diversidad del fenotipo puede discernirse entre los turcomanos, que muestran un continuo pleno entre el mongoloide septentrional y los tipos físicos caucasoides mediterráneos. Esto muy probablemente indica una combinación ancestral de grupos iranios y turco-mongoles que los modernos turcomanos han heredado y que parece que se corresponde con la migración de tribus túrquicas que se cree que se fusionaron con la población local e impartieron su idioma y crearon una especie de cultura híbrida turco-irania.

## Cultura y sociedad

### Herencia nómada
Los turcomanos eran principalmente un pueblo nómada durante la mayor parte de su historia y no se asentaron en ciudades y pueblos hasta la llegada del sistema soviético de gobierno, que restringía severamente la libertad de movimiento y colectivizó los rebaños nómadas en los años 1930. Muchos rasgos culturales presoviéticos han sobrevivido en la sociedad turcomana sin embargo y han experimentado una especie de renacimiento recientemente.
El estilo de vida turcomano se basaba profundamente en la caballería y en una destacada cultura del caballo, la crianza turcomana de caballos era una vieja tradición. A pesar de los cambios impulsados durante el período soviético, una tribu en el sureste de Turkmenistán ha seguido siendo muy conocida por sus caballos, los Ajal-Teké caballo del desierto - y la tradición de criar caballos ha regresado a su previa prominencia en años recientes.
Muchas costumbres tribales aún sobreviven entre los modernos turcomanos. Exclusivo de la cultura turcomana es el kalym que es la dote del novio, que puede ser bastante cara y a menudo da como resultado en la ampliamente practicada tradición del rapto de la novia. En una especie de paralelismo moderno, el presidente Saparmurat Nyýazow introdujo un estado forzado kalym, en el que a todos los extranjeros se les exigía pagar una suma de no menos de $50 000 para casarse con una mujer turcomana.
Otras costumbres incluyen la consulta a los ancianos de la tribu, cuyo consejo es a menudo buscado con ansiedad y respetado. Muchos turcomanos aún viven en familias extensas donde pueden encontrarse varias generaciones bajo el mismo techo, especialmente en áreas rurales.
La música de los turcomanos, rurales y nómadas, refleja ricas tradiciones orales, donde lo épico como Koroglu son usualmente cantados por bardos itinerantes. Estos cantantes itinerantes se llaman bakshy; también actúan como curanderos y magos y cantan bien a cappella o con instrumentos como un laúd de dos cuerdas llamado dutar.

### La sociedad hoy
Desde la independencia de Turkmenistán en 1991, ha tenido lugar un renacimiento cultural con el regreso de una forma moderada de Islam y la celebración del Noruz (una tradición irano-túrquica) o Día de Año Nuevo.
Los turcomanos pueden dividirse en varias clases sociales incluyendo a los intelectuales urbanos y los trabajadores cuyo papel en la sociedad es diferente a la del campesinado rural. El secularismo y el ateísmo permanecen prominentes para muchos intelectuales turcomanos que favorecen cambios sociales moderados y a menudo ven la extrema religiosidad y el renacimiento cultural con cierta desconfianza.
El autoproclamado Presidente Vitalicio Saparmyrat Nyýazow fue en gran medida responsable de muchos cambios ocurridos en la moderna sociedad turcomana. Imitando las políticas reformistas turcas de Atatürk en Turquía, Nyýazow hizo del nacionalismo un elemento importante en Turkmenistán, mientras que contactos con turcomanos en los vecinos Irán y Afganistán se han incrementado. Cambios significativos en los nombres de las ciudades así como una reforma del calendario se introdujeron por Nyýazow también. La reforma del calendario dio como resultado que se rebautizaron los meses y los días de la semana de palabras persas o derivadas de las europeas a palabras puramente turcomanas, algunas de ellas epónimos relacionados con el presidente o su familia. Se deshizo esta política en 2008.
Los cinco diseños tradicionales de alfombras que forman motivos en el escudo y la bandera de Turkmenistán representan a las cinco principales tribus o dinastías. Estas tribus turcomanas en orden tradicional son Teke (Tekke), Yomut (Yomud), Arsary (Ersary), Chowdur (Choudur), y Saryk (Saryq). La tribu Salyr (Salor), que ha declinado como resultado de la derrota militar antes del período moderno, no está representada, ni tampoco tribus o subtribus menores.

#### Turcomanos en Irán y Afganistán
Los turcomanos en Irán y Afganistán permanecen muy conservadores en comparación con los que habitan en Turkmenistán. El Islam tiene un papel más importante en Irán y Afganistán, donde los turcomanos siguen muchas prácticas islámicas tradicionales que muchos turcomanos en Turkmenistán han abandonado como resultado de décadas de ateísmo oficial con la Unión Soviética. Además, muchos turcomanos en Irán y Afganistán permanecen al menos seminómadas o tradicionalmente trabajan en la agricultura y la cría de animales de granja y la producción de alfombras.

## Demografía y distribución de la población

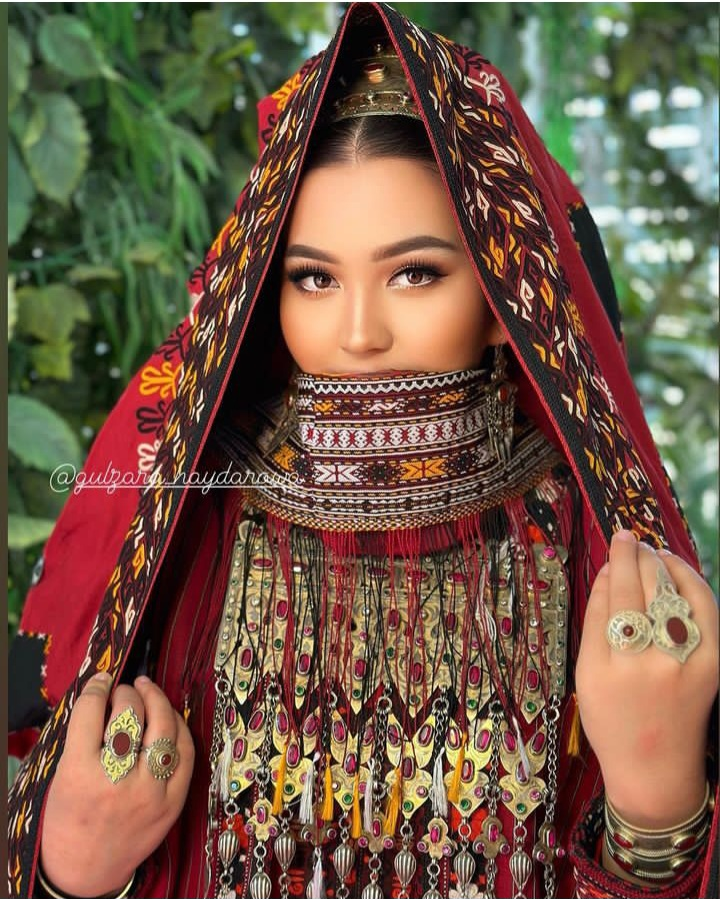
mujer turcomana en traje tradicional

Los turcomanos de Asia Central viven en:
- Turkmenistán, donde alrededor del 85 % de la población de 5 042 920 personas (julio de 2006 est.), son étnicamente turcomanos. Además, se estima que 1200 turcomanos refugiados del norte de Afganistán actualmente residen en Turkmenistán debido a los estragos de la guerra de Afganistán (1978-1992) y la guerra de facciones en Afganistán que vio el auge y caída de los talibán.[21]
- Irán, donde alrededor de un millón de turcomanos viven principalmente concentrados en las provincias de Gulistán y Jorasán Septentrional.
- Afganistán, donde para el año 2006 más de 900 000 personas eran étnicamente turcomanos, y se concentran principalmente a lo largo de la frontera entre Turkmenistán y Afganistán en las provincias de Fāryāb, Jawzjān, y Baglán. Hay comunidades menores en la Balh y Kunduz.

En 2005, quedan 60 000 refugiados turcomanos en Pakistán, principalmente en la Frontera del Noroeste y Beluchistán. Unos cientos de refugiados turcomanos y kirguises vivían en Pakistán y recibieron asilo en Turquía en los años 1980.
Hay también comunidades dispersas de turcomanos en la provincia rusa de Stávropol y otros lugares del Cáucaso, descendientes de tribus que emigraron de Turkmenistán en el siglo XVIII y se llaman a sí mismos "Trukhmens".
Estructura de edad: 0-14 años: 35.7 % (masculino 909 113; femenino 860 128), 15-64 años: 60.2 % (masculino 1 462 198; femenino 1 516 836), 65 años y más: 4.1 % (masculino 78 119; femenino 125 687) (2005 est.)
El índice de crecimiento de la población es del 1.82 % (2005 est.)